# (8876) 1992 WU3
A (8876) 1992 WU3 a Naprendszer kisbolygóövében található aszteroida. Y. Kushida és O. Muramatsu fedezte fel 1992. november 23-án.